# Carin Nilsson

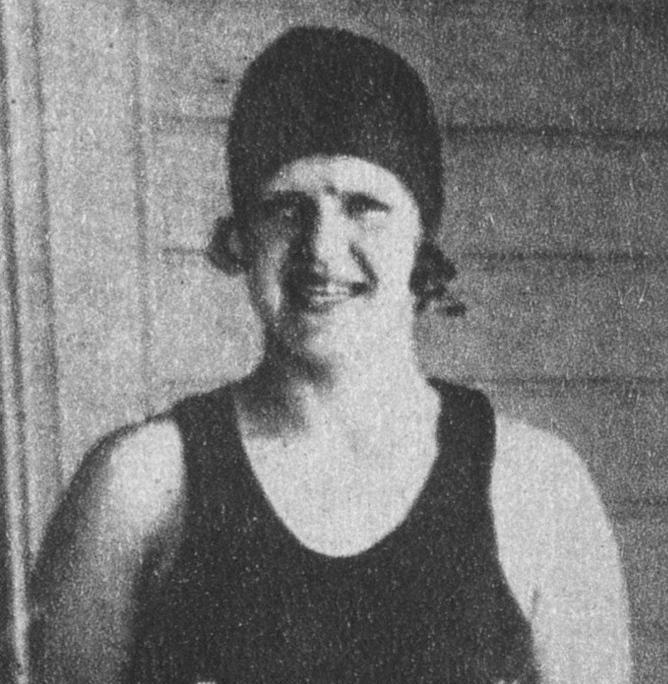
Carin Nilsson

Carin Maria Nilsson, nach Heirat Carin Maria Lommerin (* 10. Dezember 1904 in Stockholm; † 20. Dezember 1999 in Branchville, New Jersey), war eine schwedische Schwimmerin.
Die für Stockholms Kappsimningsklubb antretende Carin Nilsson gewann bei den schwedischen Meisterschaften 1920 über 100 Meter Freistil ihren einzigen Meistertitel.
Bei den Olympischen Spielen 1920 in Antwerpen startete Nilsson in drei Disziplinen. Über 100 Meter Freistil wurde sie in ihrem Vorlauf Sechste, nur die ersten drei aus diesem Lauf erreichten den Endlauf. Über die nur 1920 ausgetragene Strecke von 300 Meter Freistil wurde sie in ihrem Vorlauf Dritte, auch in den beiden anderen Vorläufen schlug jeweils eine Schwedin als Dritte an. Mit der besten Zeit der Drittplatzierten kam Jane Gylling aus dem zweiten Vorlauf ins Finale. Schließlich traten Aina Berg, Emy Machnow, Carin Nilsson und Jane Gylling als 4-mal-100-Meter-Freistilstaffel an. Da sich nur drei Staffeln dem Wettkampf stellten, hatten alle Teilnehmerinnen eine Medaille sicher. Es siegte die Staffel aus den Vereinigten Staaten mit 29 Sekunden Vorsprung vor den Britinnen, die Schwedinnen hatten im Ziel 2,8 Sekunden Rückstand auf die Zweitplatzierten.
Carin Nilsson übersiedelte später in die Vereinigten Staaten, wo sie hochbetagt kurz nach ihrem 95. Geburtstag starb.